# Federico Magnus II di Solms-Wildenfels
Federico Magnus II di Solms-Wildenfels (Wildenfels, 17 settembre 1777 – Wildenfels, 18 novembre 1857) è stato un nobile e militare tedesco.

## Biografia
Federico Magnus era figlio del conte Federico Magnus I di Solms-Wildenfels (1743-1801) e di sua moglie, la principessa Carolina di Leiningen (1757-1832), figlia del principe Carlo Federico Guglielmo di Leiningen e di sua moglie, la contessa Cristiana Guglielmina Luisa di Solms-Rödelheim-Assenheim.
Il giovane Federico Magnus studiò presso l'Università di Wittenberg e nel 1801, sulla scia della mediatizzazione imperiale, rilevò le signorie ecclesiastiche di Engelthal e Wildenfels. Entrato nella carriera militare, combatté sotto le insegne della Sassonia sino al 1803 quando decise di ritirarsi per amministrare meglio gli affari del proprio principato. Nel 1806, infatti, il Reichsdeputationshauptschluss lo privò dei propri domini come sovrano effettivo e del proprio seggio nella camera alta dell'Assia. Dal 1820 al 1836, divenne membro della camera degli stati del Granducato d'Assia. Nel 1836 decise di vendere il monastero di Engelthal per sostenere le spese della sua famiglia. Dal 1831 divenne membro ereditario dell'alta camera di Sassonia in quanto proprietario dell'ex signoria monastica di Wildenfels.
Morì a Wildenfels nel 1857.

## Matrimonio e figli
Federico Magnus II sposò Augusta Carolina di Erbach-Erbach (19 agosto 1783, Erbach - 11 giugno 1833, Wildenfels), figlia del conte Francesco I di Erbach-Erbach, il 26 agosto 1803. Dopo la morte della prima moglie, il 25 novembre 1837, si risposò con Elisabeth von Degenfeld-Schonburg (11 febbraio 1802 - 21 aprile 1880), figlia del maggiore generale e tesoriere imperiale conte Friedrich Christoph von Degenfeld-Schonburg e della contessa Luisa di Erbach-Erbach. Suo unico erede fu il figlio maschio primogenito, Federico Magnus III (1811–1883).

## Ascendenza
|                                                           |                                                              |                                                              | Genitori                                                        |  |  | Nonni |  |  | Bisnonni                                         |  |  | Trisnonni                                                 |  |
|                                                           |                                                              |                                                              |                                                                 |  |  |       |  |  | 8. Heinrich Wilhelm, I conte di Solms-Wildenfels |  |  | 16. Johann Friedrich, II conte zu Solms-Baruth-Wildenfels |  |
|                                                           |                                                              |                                                              |                                                                 |  |  |       |  |  | 8. Heinrich Wilhelm, I conte di Solms-Wildenfels |  |  | 16. Johann Friedrich, II conte zu Solms-Baruth-Wildenfels |  |
|                                                           |                                                              | 17. contessa Benigna von Promnitz                            |                                                                 |  |  |       |  |  | 8. Heinrich Wilhelm, I conte di Solms-Wildenfels |  |  |                                                           |  |
| 4. Heinrich Karl, II conte di Solms-Wildenfels            |                                                              |                                                              |                                                                 |  |  |       |  |  | 8. Heinrich Wilhelm, I conte di Solms-Wildenfels |  |  |                                                           |  |
|                                                           |                                                              | 9. contessa Helene Dorothea Truchseß von Waldburg            | 18. Wolfgang Christoph, conte Truchseß von Waldburg             |  |  |       |  |  |                                                  |  |  |                                                           |  |
|                                                           |                                                              | 9. contessa Helene Dorothea Truchseß von Waldburg            | 18. Wolfgang Christoph, conte Truchseß von Waldburg             |  |  |       |  |  |                                                  |  |  |                                                           |  |
|                                                           |                                                              | 9. contessa Helene Dorothea Truchseß von Waldburg            | 19. Luise Katharina von Rautter                                 |  |  |       |  |  |                                                  |  |  |                                                           |  |
| 2. Friedrich Magnus I, III conte di Solms-Wildenfels      |                                                              | 9. contessa Helene Dorothea Truchseß von Waldburg            |                                                                 |  |  |       |  |  |                                                  |  |  |                                                           |  |
|                                                           |                                                              | 10. Albrecht, conte di Bylandt-Palsterkamp                   | 20. Roeleman, conte di Bylandt-Palsterkamp                      |  |  |       |  |  |                                                  |  |  |                                                           |  |
|                                                           |                                                              | 10. Albrecht, conte di Bylandt-Palsterkamp                   | 20. Roeleman, conte di Bylandt-Palsterkamp                      |  |  |       |  |  |                                                  |  |  |                                                           |  |
|                                                           |                                                              | 10. Albrecht, conte di Bylandt-Palsterkamp                   | 21. baronessa Albertine Charlotta von Quadt-Wickeradt           |  |  |       |  |  |                                                  |  |  |                                                           |  |
| 5. contessa Albrechtine Charlotte van Bylandt-Palsterkamp |                                                              | 10. Albrecht, conte di Bylandt-Palsterkamp                   |                                                                 |  |  |       |  |  |                                                  |  |  |                                                           |  |
|                                                           |                                                              | 11. Anna Constantia van Sevenaer                             | 22. Jacob, signore di Sevenaer                                  |  |  |       |  |  |                                                  |  |  |                                                           |  |
|                                                           |                                                              | 11. Anna Constantia van Sevenaer                             | 22. Jacob, signore di Sevenaer                                  |  |  |       |  |  |                                                  |  |  |                                                           |  |
|                                                           |                                                              | 11. Anna Constantia van Sevenaer                             | 23. Henriëtta Johanna Munter                                    |  |  |       |  |  |                                                  |  |  |                                                           |  |
| 1. Friedrich Magnus II, IV conte di Solms-Wildenfels      |                                                              | 11. Anna Constantia van Sevenaer                             |                                                                 |  |  |       |  |  |                                                  |  |  |                                                           |  |
|                                                           | 12. Friedrich Magnus, conte di Leiningen-Dagsburg-Hartenburg | 24. Johann Friedrich, conte di Leiningen-Dagsburg-Hartenburg |                                                                 |  |  |       |  |  |                                                  |  |  |                                                           |  |
|                                                           | 12. Friedrich Magnus, conte di Leiningen-Dagsburg-Hartenburg | 24. Johann Friedrich, conte di Leiningen-Dagsburg-Hartenburg |                                                                 |  |  |       |  |  |                                                  |  |  |                                                           |  |
|                                                           | 12. Friedrich Magnus, conte di Leiningen-Dagsburg-Hartenburg | 25. margravia Katharina von Baden-Durlach                    |                                                                 |  |  |       |  |  |                                                  |  |  |                                                           |  |
| 6. Carl Friedrich Wilhelm, I principe di Leiningen        | 12. Friedrich Magnus, conte di Leiningen-Dagsburg-Hartenburg |                                                              |                                                                 |  |  |       |  |  |                                                  |  |  |                                                           |  |
|                                                           |                                                              | 13. contessa Anna Christine Eleonore von Wurmbrand-Stuppach  | 26. Johann Wilhelm, conte di Wurmbrand-Stuppach                 |  |  |       |  |  |                                                  |  |  |                                                           |  |
|                                                           |                                                              | 13. contessa Anna Christine Eleonore von Wurmbrand-Stuppach  | 26. Johann Wilhelm, conte di Wurmbrand-Stuppach                 |  |  |       |  |  |                                                  |  |  |                                                           |  |
|                                                           |                                                              | 13. contessa Anna Christine Eleonore von Wurmbrand-Stuppach  | 27. contessa Susanna Maria von Prösing                          |  |  |       |  |  |                                                  |  |  |                                                           |  |
| 3. principessa Karoline zu Leiningen                      |                                                              | 13. contessa Anna Christine Eleonore von Wurmbrand-Stuppach  |                                                                 |  |  |       |  |  |                                                  |  |  |                                                           |  |
|                                                           |                                                              | 14. Wilhelm Carl Ludwig, conte di Solms-Rödelheim-Assenheim  | 28. Ludwig Heinrich, conte di Solms-Rödelheim-Assenheim         |  |  |       |  |  |                                                  |  |  |                                                           |  |
|                                                           |                                                              | 14. Wilhelm Carl Ludwig, conte di Solms-Rödelheim-Assenheim  | 28. Ludwig Heinrich, conte di Solms-Rödelheim-Assenheim         |  |  |       |  |  |                                                  |  |  |                                                           |  |
|                                                           |                                                              | 14. Wilhelm Carl Ludwig, conte di Solms-Rödelheim-Assenheim  | 29. contessa Wilhelmine Christiane von Limpurg-Gaildorf         |  |  |       |  |  |                                                  |  |  |                                                           |  |
| 7. contessa Christiane von Solms-Rödelheim-Assenheim      |                                                              | 14. Wilhelm Carl Ludwig, conte di Solms-Rödelheim-Assenheim  |                                                                 |  |  |       |  |  |                                                  |  |  |                                                           |  |
|                                                           |                                                              | 15. contessa Maria Anna Magdalena von Wurmbrand-Stuppach     | 30. Johann Wilhelm, conte di Wurmbrand-Stuppach (= 26)          |  |  |       |  |  |                                                  |  |  |                                                           |  |
|                                                           |                                                              | 15. contessa Maria Anna Magdalena von Wurmbrand-Stuppach     | 30. Johann Wilhelm, conte di Wurmbrand-Stuppach (= 26)          |  |  |       |  |  |                                                  |  |  |                                                           |  |
|                                                           |                                                              | 15. contessa Maria Anna Magdalena von Wurmbrand-Stuppach     | 31. contessa Juliana Dorothea Luise von Limpurg-Gaildorf (= 27) |  |  |       |  |  |                                                  |  |  |                                                           |  |
|                                                           |                                                              | 15. contessa Maria Anna Magdalena von Wurmbrand-Stuppach     |                                                                 |  |  |       |  |  |                                                  |  |  |                                                           |  |